# Feleti Teo
Feleti Penitala Teo (9 de outubro de 1962) é um político e jurista tuvaluano, atual primeiro-ministro, desde 26 de fevereiro de 2024, após ter sido eleito sem oposição pelo parlamento.

## Carreira
Ele foi eleito para o Parlamento de Tuvalu nas eleições gerais tuvaluanas de 2024, sendo antes Diretor Executivo da Comissão de Pescas do Pacífico Ocidental e Central (WCPFC).
Ele é filho de Sir Fiatau Penitala Teo, que foi nomeado o primeiro Governador-geral de Tuvalu (1978–1986) após a independência do Reino Unido.
Em dezembro de 2014, na 11ª sessão ordinária da WCPFC em Apia, Samoa, foi nomeado diretor executivo da Comissão de Pescas do Pacífico Ocidental e Central (WCPFC), e continuou nessa função até dezembro de 2022. Ele foi um ex-secretário-geral interino do Fórum das Ilhas do Pacífico (2008). Teo também atuou como Procurador-Geral de Tuvalu (1991–2000) e Diretor Geral da Agência de Pesca do Fórum (2000–2006).